# 米科拉伊夫卡 (斯瓦托韋區)
49°42′34″N 38°34′33″E / 49.70944°N 38.57583°E
米科拉伊夫卡（烏克蘭語：Миколаївка）是位於烏克蘭東部的村莊，由盧甘斯克州斯瓦托韋區的洛茲諾-亞歷山德里夫卡市鎮負責管轄。該村面積0.87平方公里，海拔高度167米，2001年人口5，人口密度每平方公里13.4人。